# Daniel Herweghr
Daniel Herweghr, född 28 april 1720, död 28 september 1787, var en svensk prästman och  biskop i Karlstads stift.

## Biografi
Daniel Herweghr var son till lektorn i Karlstad, prosten Gustaf Herweghr och Sara Elisabeth Tilas, men miste ettårig sin far.
Herweghr blev filosofie magister i Uppsala 1746, lektor i grekiska i Västerås 1758, domprost där 1765, teologie doktor i Lund 1768, pastor primarius och kyrkoherde i Storkyrkoförsamlingen 1770 och biskop i Karlstad 1773.
Som filolog och exeget var Herweghr ledamot av Bibelkommissionen. Han utgav bland annat översättningar av Lukianos, flera tal och biografier samt gjorde sig känd som en utmärkt predikant. 1769 var han fullmäktig för Västerås stift i riksdagen.
Herweghr invaldes som ledamot 54 av Kungliga Musikaliska Akademien den 27 mars 1773.
Han var gift med Hedwig Johanna von Unge.